# 715-я пехотная дивизия (вермахт)
715-я пехотная дивизия (нем. 715. Infanterie-Division) — тактическое соединение сухопутных войск вооружённых сил нацистской Германии периода Второй мировой войны.

## История
715-я дивизия была сформирована в мае 1941 года для захвата французских территорий, которые оставались неподвластными немецким войскам. Дивизия обороняла французское атлантическое побережье. А со временем и побережье Средиземного моря в районе Французской Ривьеры.

## Районы боевых действий
- Германия (май 1941 — июнь 1941)
- Франция (июнь 1941 — январь 1944)
- Италия (январь 1944 — март 1945)
- Чехословакия (март 1945 — май 1945)

## Состав дивизии

### 1941
- 725-й пехотный полк
- 735-й пехотный полк
- 671-й артиллерийский полк
- 715-я инженерная рота
- 715-й батальон связи

### 1945
- 725-й пехотный полк
- 735-й пехотный полк
- 774-й пехотный полк
- 671-й артиллерийский полк
- 715-й танковый батальон
- 715-й пулеметный батальон
- 715-й инженерный батальон
- 715-й батальон связи
- 715-й медицинский батальон

## Командующие
- генерал-лейтенант Ханс-Георг Хильдебрант (нем. Hans-Georg Hildebrandt) (5 января — 1 июля 1944);
- Генерал-майор Ханнс фон Рор (нем. Hanns von Rohr) (1 июля — 18 сентября 1944);
- Генерал-майор Ханс-Йоахим Эхлерт (нем. Hans-Joachim Ehlert) (18 сентября — 30 сентября 1944).
- Генерал-майор Ханнс фон Рор (нем. Hanns von Rohr) (30 сентября 1944 — 2 мая 1945).